# Eberhard Leupold
Paul Hermann Eberhard Leupold (* 19. Mai 1850 in Dresden; † 5. Februar 1943 in Klotzsche) war ein sächsischer Landtagsabgeordneter.

## Leben und Wirken
Er war der Sohn des Rechtsanwalts und Notars Franz Hermann Leupold. Leupold studierte zunächst von 1896 bis 1874 Jura und Kameralistik an der Universität Leipzig. Danach war er im Dresdner Verwaltungswesen tätig. Von März 1895 bis 1899 war er dritter und anschließend bis 1908 zweiter besoldeter Bürgermeister von Dresden. Von 1897 bis 1903 war Leupold zudem Abgeordneter der Zweiten Kammer für den Wahlkreis Dresden 1 im Sächsischen Landtag. 1915 zog er nach Klotzsche in den Villenortsteil Königswald.